# Albanees voetbalelftal onder 18 (mannen)
Het Albanees voetbalelftal mannen voor onder 18 is een voetbalelftal voor spelers onder de 18 jaar. Het elftal speelt onder andere wedstrijden voor het Europees kampioenschap voetbal onder 18.

## Prestaties op Europees kampioenschap
| Europees kampioenschap voetbal onder 18 | Europees kampioenschap voetbal onder 18 | Europees kampioenschap voetbal onder 18 | Europees kampioenschap voetbal onder 18 | Europees kampioenschap voetbal onder 18 | Europees kampioenschap voetbal onder 18 | Europees kampioenschap voetbal onder 18 | Europees kampioenschap voetbal onder 18 | Europees kampioenschap voetbal onder 18 | Europees kampioenschap voetbal onder 18 |
| Jaar                                    | Ronde                                   | Wed.                                    | W                                       | G                                       | V                                       | DV                                      | DT                                      | KW                                      |                                         |
| --------------------------------------- | --------------------------------------- | --------------------------------------- | --------------------------------------- | --------------------------------------- | --------------------------------------- | --------------------------------------- | --------------------------------------- | --------------------------------------- | --------------------------------------- |
| 1981                                    | Geen deelname                           | Geen deelname                           | Geen deelname                           | Geen deelname                           | Geen deelname                           | Geen deelname                           | Geen deelname                           | kwalificatie                            |                                         |
| 1982                                    | Groepsfase                              | 3                                       | 0                                       | 1                                       | 2                                       | 2                                       | 7                                       | kwalificatie                            |                                         |
| 1983                                    | Niet gekwalificeerd                     | Niet gekwalificeerd                     | Niet gekwalificeerd                     | Niet gekwalificeerd                     | Niet gekwalificeerd                     | Niet gekwalificeerd                     | Niet gekwalificeerd                     | kwalificatie                            |                                         |
| 1984                                    | Geen deelname                           | Geen deelname                           | Geen deelname                           | Geen deelname                           | Geen deelname                           | Geen deelname                           | Geen deelname                           | kwalificatie                            |                                         |
| 1986                                    | Geen deelname                           | Geen deelname                           | Geen deelname                           | Geen deelname                           | Geen deelname                           | Geen deelname                           | Geen deelname                           | kwalificatie                            |                                         |
| 1988                                    | Niet gekwalificeerd                     | Niet gekwalificeerd                     | Niet gekwalificeerd                     | Niet gekwalificeerd                     | Niet gekwalificeerd                     | Niet gekwalificeerd                     | Niet gekwalificeerd                     | kwalificatie                            |                                         |
| 1990                                    | Niet gekwalificeerd                     | Niet gekwalificeerd                     | Niet gekwalificeerd                     | Niet gekwalificeerd                     | Niet gekwalificeerd                     | Niet gekwalificeerd                     | Niet gekwalificeerd                     | kwalificatie                            |                                         |
| 1992                                    | Geen deelname                           | Geen deelname                           | Geen deelname                           | Geen deelname                           | Geen deelname                           | Geen deelname                           | Geen deelname                           | kwalificatie                            |                                         |
| 1993                                    | Niet gekwalificeerd                     | Niet gekwalificeerd                     | Niet gekwalificeerd                     | Niet gekwalificeerd                     | Niet gekwalificeerd                     | Niet gekwalificeerd                     | Niet gekwalificeerd                     | kwalificatie                            |                                         |
| 1994                                    | Geen deelname                           | Geen deelname                           | Geen deelname                           | Geen deelname                           | Geen deelname                           | Geen deelname                           | Geen deelname                           | kwalificatie                            |                                         |
| 1995                                    | Geen deelname                           | Geen deelname                           | Geen deelname                           | Geen deelname                           | Geen deelname                           | Geen deelname                           | Geen deelname                           | kwalificatie                            |                                         |
| 1996                                    | Geen deelname                           | Geen deelname                           | Geen deelname                           | Geen deelname                           | Geen deelname                           | Geen deelname                           | Geen deelname                           | kwalificatie                            |                                         |
| 1997                                    | Niet gekwalificeerd                     | Niet gekwalificeerd                     | Niet gekwalificeerd                     | Niet gekwalificeerd                     | Niet gekwalificeerd                     | Niet gekwalificeerd                     | Niet gekwalificeerd                     | kwalificatie                            |                                         |
| 1998                                    | Niet gekwalificeerd                     | Niet gekwalificeerd                     | Niet gekwalificeerd                     | Niet gekwalificeerd                     | Niet gekwalificeerd                     | Niet gekwalificeerd                     | Niet gekwalificeerd                     | kwalificatie                            |                                         |
| 1999                                    | Niet gekwalificeerd                     | Niet gekwalificeerd                     | Niet gekwalificeerd                     | Niet gekwalificeerd                     | Niet gekwalificeerd                     | Niet gekwalificeerd                     | Niet gekwalificeerd                     | kwalificatie                            |                                         |
| 2000                                    | Niet gekwalificeerd                     | Niet gekwalificeerd                     | Niet gekwalificeerd                     | Niet gekwalificeerd                     | Niet gekwalificeerd                     | Niet gekwalificeerd                     | Niet gekwalificeerd                     | kwalificatie                            |                                         |
| 2001                                    | Niet gekwalificeerd                     | Niet gekwalificeerd                     | Niet gekwalificeerd                     | Niet gekwalificeerd                     | Niet gekwalificeerd                     | Niet gekwalificeerd                     | Niet gekwalificeerd                     | kwalificatie                            |                                         |
| Toernooi ging verder als EK onder 19.   |                                         |                                         |                                         |                                         |                                         |                                         |                                         |                                         |                                         |